# Gregorio Mauro
Gregorio Mauro (Catanzaro, 13 luglio 1957) è un allenatore di calcio ed ex calciatore italiano, di ruolo centrocampista.

## Biografia
È fratello maggiore dell'ex calciatore Massimo Mauro.

## Carriera

### Giocatore

#### Catanzaro e prestito al Vigor Lamezia
Cresciuto nelle giovanili del Catanzaro, dopo due stagioni in prestito alla Vigor Lamezia (con cui ottiene la promozione in Serie C2 nel 1978-1979) torna nel capoluogo ed esordisce in Serie A nel campionato 1979-1980. Debutta l'11 novembre 1979 nella sconfitta per 4-1 sul campo del Bologna e colleziona in tutto 3 presenze in massima serie nella stagione della retrocessione dei calabresi.

#### Benevento, Rende e ritorno nel Catanzaro
Dopo alcune stagioni in Serie C con Benevento e Rende, nel 1984 torna a Catanzaro, contribuendo da titolare alla promozione dei giallorossi di Giovan Battista Fabbri in Serie B (32 presenze, 6 reti).

#### Foggia e Trento
A fine stagione è ceduto al Foggia, dove resta un anno, prima di trasferirsi al Trento dove rimane tre anni in Serie C1.

#### Terzo ritorno al Catanzaro
Nel 1989 torna per la terza volta a Catanzaro, dove disputa la sua ultima stagione in Serie B conclusa con la retrocessione dei giallorossi, classificatisi ultimi.

#### Secondo ritorno al  Vigor Lamezia
Conclude la carriera alla Vigor Lamezia, disputando quattro stagioni in Serie C2.

### Allenatore

#### Fiorenzuola
Esordisce su una panchina professionistica nel campionato di Serie C2 1998-1999 al Fiorenzuola, dove arriva nell'ambito della collaborazione degli emiliani col Genoa, presieduto dal fratello Massimo: ottiene il sesto posto, appena fuori dalla zona play-off.

#### Atletico Catania e Carrarese
In seguito guida brevemente in Serie C1 l'Atletico Catania, dove è esonerato dopo poche giornate, e nel campionato di Serie C1 2002-2003 è vice di Raimondo Ponte e poi di Claudio Vinazzani alla Carrarese; subentra poi a quest'ultimo per la gara di ritorno dei play-out, che sanciscono la retrocessione della Carrarese in Serie C2.

#### Cosenza, Gasperina e Catanzaro Lido
Nel primo mese della stagione 2003-2004 guida il Cosenza in Serie D, venendo nuovamente esonerato a ottobre dopo la sconfitta in casa con la Vigor Lamezia (1-3), e poi il Gasperina in Promozione calabrese. Nel 2010 è chiamato ad allenare le giovanili del Catanzaro Lido, e in seguito ricopre l'incarico di osservatore per conto della Juventus.

## Palmarès

### Giocatore

#### Competizioni nazionali
- Serie C1: 1

Catanzaro: 1984-1985